# Stiftung Gottesbuden

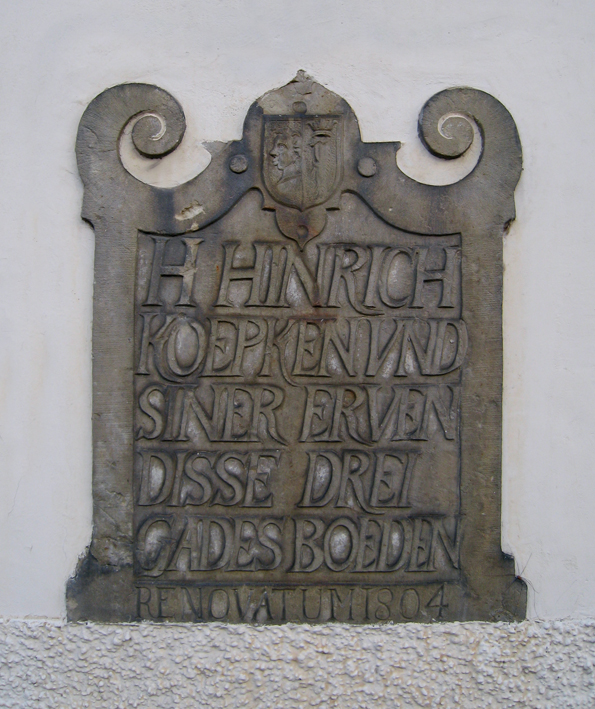
Inschrift am Haus in der Köpkenstraße

Die Stiftung Gottesbuden, auch  Gottesbuden Senator Heinrich Köpken-Stiftung, gegründet 1564, ist die zweitälteste der (Stand: 2024) 350 Stiftungen im Land Bremen. Sie hat ihren Sitz in der Friesenstraße 48.
Das Gebäude Köpkenstraße 5, das für Frauen in Ausbildung vorgesehen ist, steht seit 1973 unter Bremer Denkmalschutz.

## Geschichte

### Stiftung im Schnoor (ab 1564/1566)
Die Stiftung entstand auf der Grundlage des am 2. März 1564 errichteten Testaments des Bürgers Johann Using, das die Gründung der Stiftung nach seinem Ableben (1565) und die Unterbringung von 17 Armen vorsah. Dessen Witwe Lucia reichte Klage gegen die Bestimmungen ihres Mannes ein. Sie überließ 1566 – vielleicht auch unter dem Eindruck der Pest, die in Bremen grassierte –, nachdem man sich geeinigt hatte, drei Buden an der Holzpforte (am Stavendamm) im Schnoor zwölf Armen. Die vom Erblasser ursprünglich eingesetzten Nachlassverwalter waren Senator Johann Schulte, Konsul Carsten Stedingk und Johann Usings Sohn Cortt
Usinck. Die damit entstandene Stiftung erhielt spätestens 1608 den Namen ihres zweiten Ehemanns Hinrich Köpken, der 1584 die Leitung der Stiftung übernahm, nachdem Senator Schulte gestorben war. Als Zusatz erhielt die Stiftung die Bezeichnung „Stiftung Gottesbuden“. Hinrich Köpken wurde 1587 Ratsherr, er starb 1609. Die Leitung der Stiftung übernahmen seine Söhne und Schwiegersöhne.
Gottesbuden waren kleine, häufig an größere Häuser angelehnte Buden, die unentgeltlich Armen ein Dach über dem Kopf boten. Ähnliche Gottesbuden entstanden spätestens um 1650 in der Gemeinde St. Stephani am Westende der Altstadt; sie hießen dort St. Stephani-Witwenhaus. Die Leitung lag rund 400 Jahre lang in der Hand von Bremer Senatoren.
Zunächst wohnten in den Gottesbuden 12 Arme. Diese erhielten 45 Sack Kohle, aber auch Geldzuwendungen, nämlich zu Weihnachten 16 und zu Fastnacht nochmals 6 Grote. Das Kapital der Stiftung
bestand im Jahr 1595 aus 600 Bremer Mark, die Barbestände beliefen sich auf 86 Bremer Taler, 60 Grote und 3½
Schwaren (vgl. Bremische Münzen). Hinrich Köpkens Nachfahren bedachten die Stiftung immer wieder mit Zuwendungen, was erklären könnte, warum sie bald Köpken-Stiftung genannt wurde.
In wachsendem Maße kamen Zuwendungen aus senatorischen Familien. Dittmar Surbicks Witwe, die 1650 verstorben
war, hatte bestimmt, dass den Verwaltern bei der jährlichen Rechnungslegung ein „Ehrenwein“ zu legieren sei. Dieser wurde bis 1881 von der Stiftung bezahlt. Die Kosten beliefen sich zuletzt auf 35 Mark.

### Konzentration auf verarmte alte Frauen (ab 1668)
Ab 1668 wurden in den Häusern nur noch alte, verarmte Frauen aufgenommen. 1676 wurden wegen schlechter Führung der Stiftung Statuten festgesetzt, die genaue Vorgaben machten. Diese enthielten etwa Anweisungen für die Buchführung und die Rechnungslegung sowie der Belegung einer durch Sterbfall frei gewordenen Wohnung. 1735 schrieb die neue Satzung vor, dass die infrage kommende Frau „reformirter Religion“, guten Leumunds und Lebenswandels, sowie gesund sein mussten, damit sie nicht „denen, so mit ihr die Bude bewohnen, zur Last seyn“ könne. Am 8. Januar 1830 wurde der Stiftung durch Senatsbeschluss volles Recht verliehen, und sie wurde in die Stiftungsliste eingetragen (manchmal als Gründungsjahr missverstanden). 
Der Schnoor, in dem die Buden standen, war immer wieder von Überschwemmungen betroffen, so dass die Stiftung die Buden 1836 verkaufte. Die Häuser gingen an den Nachbarn Carl Christian Strüwe für 2000 Taler. Die Inschrift „Hinrich Koepken und siner Erven disse drei Gades Boden. Renovatum 1804.“ durfte allerdings nicht verkauft werden, wie ausdrücklich festgehalten wurde. Das Stiftungskapital betrug nunmehr 13.000 Taler.

### Neues Stiftungshaus östlich der Altstadt (ab 1837/1838)

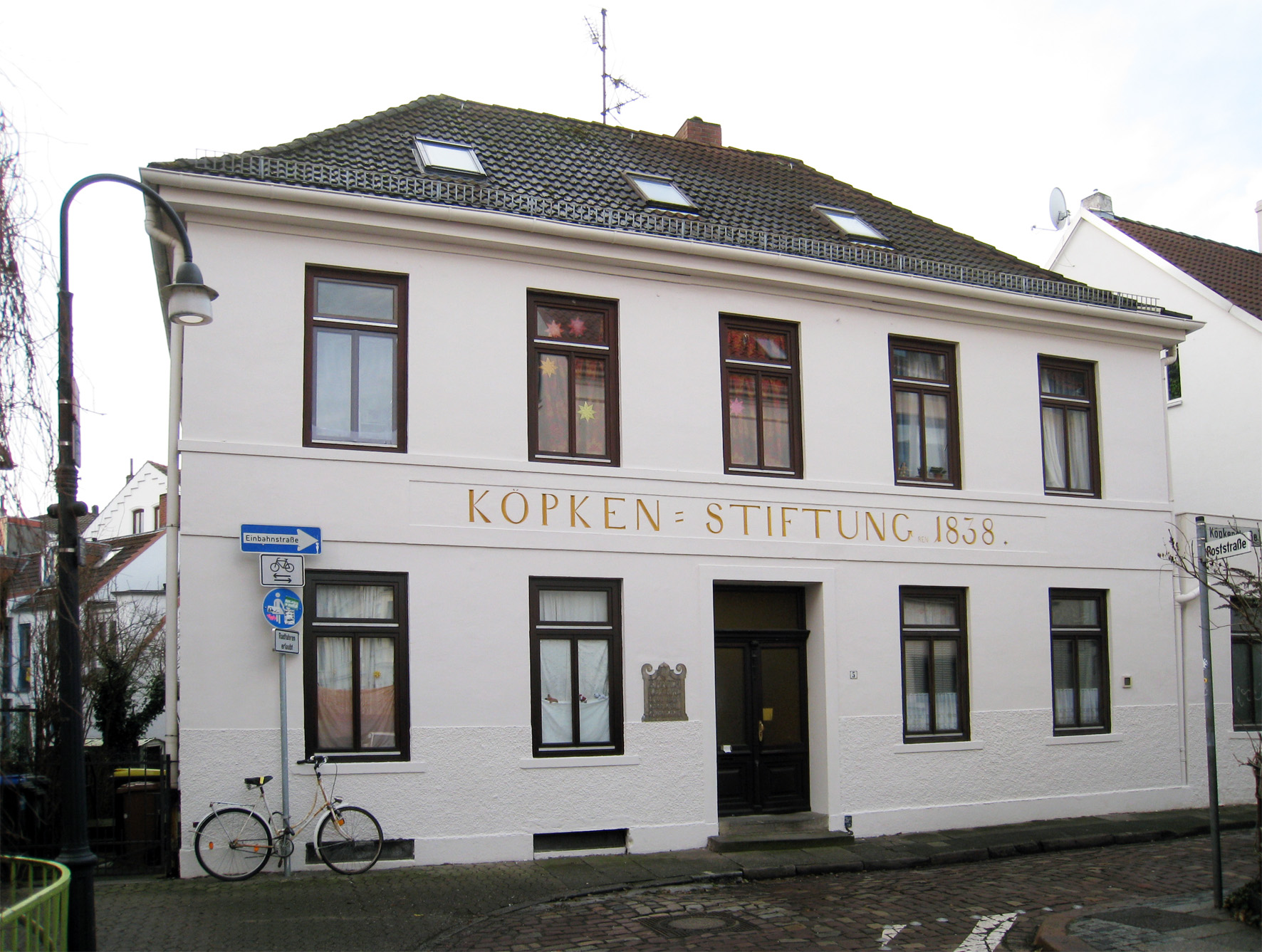
Das Gebäude der Stiftung in der Köpkenstraße im Ostertor

1837 wurde aus Mitteln der Stiftung, nämlich für 500 Taler, an Stelle der drei Buden ein Grundstück in der Köpkenstraße 5 östlich der Altstadt erworben. Die bis dahin unbebaute, 12 Fuß breite Straße erhielt den Namen Köpkenstraße, den sie bis heute trägt. Das Gebäude konnte für 3.300 Taler schon 1838 fertiggestellt werden. Trotz dieser hohen Kosten belief sich das Stiftungskapital bereits wenige Jahre später wieder auf 10.000 Taler. Schon 1849 konnten die Präbenden an die Bewohnerinnen auf 12 Taler erhöht werden. Im selben Jahr wurde ein Vogt eingesetzt, der jährlich 10 Taler erhielt, und der die Buchführung entlasten sollte; außerdem wurde eine der Bewohnerinnen zur Aufseherin bestellt.
Senator Hermann Christian Julius Lampe legte im April 1849 das „Protocollbuch der Stiftung von Koepken Gottesbuden“ ang, ausdrücklich um zu verhindern, dass die Kenntnis über die Entstehung und Entwicklung der Stiftung nicht verloren gehen sollte.
Die Frauen hatten Anspruch auf freie Unterkunft und erhielten geldliche Unterstützung. Dies galt bis in die Zeit nach dem Ersten Weltkrieg. Die Inschrift der vorherigen Buden, die „H HINRICH KOEPKEN VND SINER ERVEN DISSE DREI GADES BOEDEN, Renovatum 1804“ lautete, wurde an der neuen Unterkunft angebracht. Bis in die Zeit nach dem Ersten Weltkrieg erhielten die Frauen neben freiem Wohnen (Logis) Heizmaterial, Licht, Wasser und ein wenig Geld, dazu Gaben zu Ostern, zur Zeit des Bremer Freimarkts und zu Weihnachten. 1868 erhielt das Haus Gasanschluss, 1875 erhielt die Küche eine Wasserleitung, 1907 auch die Toiletten eine Spülung. 1924 wurde die obige Regelung aufgehoben und derjenigen der Bremer Witwenhäuser angepasst. Fortan wurden als einmaliges Eintrittsgeld 300 Mark erhoben, dazu monatlich 3 Mark. 1912 betrug das Stiftungskapital 58.000 Reichsmark.

### Umstellung auf Vermietung (seit 1921) und Eintrittsgeld
Doch die Situation verschlechterte sich nach dem Krieg. 1919 konnten die Kosten nicht mehr gedeckt werden. Die seit mehr als 350 Jahren an die Bewohnerinnen gezahlten Monats-, Feiertags- und Freimarktsgaben wurden gestrichen. 1921 verpflichteten sich die Bewohnerinnen, monatlich im Voraus 30 Mark zu zahlen. Neue Bewohnerinnen mussten sogar 1000 Mark Eintrittsgeld bezahlen - eine völlige Umkehrung der bis dahin bestehenden Situation. Diesem Beispiel zu folgen sahen sich die Nicolai-, Petri- und Jacobi-Witwenhäuser gezwungen. Im Verlauf der Inflation schnellten diese Beträge auf 5.000, bzw. 500.000 Mark in die Höhe. Nach der Währungsreform von 1927 verblieb der Stiftung ein Vermögen von immerhin noch knapp 4.000 Mark.

### Zwangsweise Eingliederung ins Amt für Volkswohlfahrt (1934), Abrisspläne der Stadt
Die Nationalsozialisten beraubten die Stiftung ihrer Selbstständigkeit und gliederten sie 1934 in die Wohlfahrtsabteilung des Amtes für Volkswohlfahrt ein. Bei diesem Amt mussten neue Mitglieder erst vorstellig werden, um seine Bestätigung zu bekommen. Während des Krieges entstanden nur geringe Dach- und Fensterschäden am Gebäude in der Köpkenstraße.
Existenzbedrohend waren allerdings die Pläne einer gigantischen Umgehungsstraße, der sogenannten Mozarttrasse. Anstelle des Gebäudes war eine Grünanlage vorgesehen.

### Ära Quantmeyer (1954–2006), Umbau, Konzentration auf Frauen in Ausbildung (seit 1992)
Erst 1954 erhielt die Köpken-Stiftung eine eigene Satzung, in der die heutige Schreibweise des Namens Heinrich Köpken erstmals erscheint. 1957 übernahm Karl-Joachim Quantmeyer, der spätere Präsident
des Bremischen Landesrechnungshofes, den Stiftungsvorsitz für ein halbes Jahrhundert. In den Jahren 1980/81 erlangte Quantmeyer erhebliche staatliche Zuwendungen, die die Bais für einen Umbau des Gebäudes lieferten. So entstanden acht Wohnungen sowie eine Hausmeisterinnenwohnung. Doch die Nachfrage nach so kleinen Wohnungen ließ nach, die Ansprüche an Wohnungen für alte Frauen veränderten sich. So wurde im Juli 1992 der Stiftungszweck geändert. Fortan sollten Frauen in Ausbildung dort eine günstige Unterkunft erhalten können.
Nach einer Satzungsänderung und Sanierung des Hauses wohnen dort seit den 1980er Jahren überwiegend Studentinnen der Hochschule für Künste zu günstigen Mieten, auch wenn sich die Stiftung seit 1987 generell auf junge Frauen bezieht, die sich in der Ausbildung befinden. Zu dieser Zeit belief sich die Zahl der Bremer Stiftungen erst auf 144.
Die Stiftung wird seither von einem dreiköpfigen Vorstand geleitet. Zu diesem Vorstand gehörte von 1954 bis 2006 Karl-Joachim Quantmeyer, der Präsident des Bremer Landesrechnungshofs. Im Vorstand sitzt Paul Thomas Koßmann als Rechnungsführender Stiftungsvorstand.